# 丸久美子
丸久美子（まる くみこ、本名同じ。1977年1月22日 - ）は、日本のモデル、女優である。東京都出身。趣味・特技は音楽鑑賞、ゴルフ。
高校2年生のときからモデルとして活動を行っていたが、短大の卒業前の1997年初頭からは女優に転身した。

## 出演
ゲスト出演を含む

### テレビドラマ
- 月の輝く夜だから（フジテレビ、1997年）
- せつない TOKYO HEART BREAK（ANN・テレビ朝日、1988年）
- 世にも奇妙な物語 春の特別編 (1998年)『サムライ化する男』（フジテレビ、1998年）
- LOVE&PEACE（日本テレビ、1998年）
- マネートークス（日本テレビ、1998年7月7日-7月28日）
- ハッピーマニア（フジテレビ、1998年7月8日-9月23日）
- 麻意ちゃん、やさしさをありがとう（TBS、1998年）
- 仮面の女（TBS、1998年）[1]
- ニュースキャスター霞涼子（テレビ朝日、1999年）
- 蘇える金狼[2]（日本テレビ、1999年）
- コワイ童話 シンデレラ（TBS、1999年）
- P.S.元気です、俊平（TBS、1999年）
- はみだし刑事情熱系PART4（テレビ朝日、1999年）
- バースデイ〜こちら椿産婦人科〜（テレビ東京、1999年）
- 結婚できない!!（日本テレビ、1999年）
- 万引きウオッチャー小林みなみ事件簿（テレビ朝日、2000年）
- 警視庁女性捜査班（テレビ朝日、2001年）
- ダビンチの予言

### 映画
- シャ乱Qの演歌の花道（1997年8月30日公開） - ナナ 役[3]
- 踊る大捜査線 THE MOVIE（1998年10月31日公開） - イベントコンパニオン1 役[4]

### その他
- ロッテグリーンガム
- キリンビール[2]
- スズキ・アルト[2]
- 大正製薬[2]
- 世界ウルルン滞在記[2]
- ワコール（スチール[2]）